# Кирилин, Николай Владимирович
Николай Владимирович Кирилин (11 сентября 1855 — конец 1917, Царское Село) — русский военный деятель, генерал от инфантерии (1917). Начальник Александровской военно-юридической академии (1908—1911).

## Биография
Родился в 1855 году. Из дворян Санкт-Петербургской губернии.
Окончил Пажеский корпус (1875; по 1-му разряду), откуда был выпущен в Преображенский лейб-гвардии полк. Участвовал в Русско-турецкой войне 1877—78 годов в качестве чиновника для особых поручений при инспекторе госпиталей действующей армии. После некоторых неровностей в карьере (был переведён в армейскую пехоту, затем в артиллерию, был отчислен из Николаевской академии Генерального штаба после первого года обучения), получил высшее военное образование в Александровской военно-юридической академии, откуда был выпущен с производством в капитаны.
После этого служил в Санкт-Петербурге на следующих должностях: 
- Помощник прокурора Петербургского военно-окружного суда (1889—1892)
- Военный следователь Петербургского военного округа (1892—1894)
- Правитель канцелярии Главного военно-судебного управления (1894-1905; с 1901 года — генерал-майор)
- Судья Петербургского военно-окружного суда (1905—1908)

В 1908 году был произведён в генерал-лейтенанты и вплоть до 1911 года служил начальником Александровской военно-юридической академии.
В 1911 году был назначен председателем Петербургского военно-окружного суда и оставался на этой должности в годы Первой мировой войны.
Имел все награды вплоть до Ордена Святого Владимира 2-й степени (1915). 
После Февральской революции весной 1917 года был уволен Временным правительством в отставку с производством в генералы от инфантерии. 
Скончался генерал от инфантерии Кирилин в конце того же года в Царском Селе.

## Награды
- Орден Святого Станислава (1881)
- Орден Святой Анны 3 степени (1889)
- Орден Святого Станислава 2 степени (1894)
- Орден Святой Анны 2 степени (1896)
- Орден Святого Владимира 4 степени (1899)
- Орден Святого Владимира 3 степени (1903)
- Орден Святого Станислава 1 степени (1907)
- Орден Святой Анны 1 степени (1913)
- Орден Святого Владимира 2 степени (1915)